# Severní Předměstí
Severní Předměstí (dříve Saské Předměstí) je část statutárního města Plzeň, nachází se na severu města, v městském obvodu Plzeň 1. V roce 2009 zde bylo evidováno 1 756 adres. V roce 2001 zde trvale žilo 16 032 obyvatel.
Severní Předměstí leží na části katastrálních území Plzeň a Bolevec.